# Kurzschnabel-Ameisenschlüpfer
Der Kurzschnabel-Ameisenschlüpfer (Myrmotherula obscura) zählt innerhalb der Familie der Ameisenvögel (Thamnophilidae) zur Gattung Myrmotherula.
Er wird von den meisten Autoren als Unterart des Westlichen Weißkehl-Ameisenschlüpfers (Myrmotherula ignota) angesehen und als M. i. obscura bezeichnet (siehe dort).
Die Art kommt in Ostkolumbien bis Nordostperu und Nordwestbrasilien vor.
Der lateinische Artzusatz kommt von lateinisch obscurus ‚dunkel‘.
Die Art gilt als monotypisch.